# Warba
Warba (arabiska: وَرْبَة), eller Jazirat Warba (جَزِيرَة وَرْبَة), är en ö i Kuwait. Den ligger i provinsen al-Jahra, i den nordöstra delen av landet, 70 km norr om huvudstaden Kuwait. Arean är 58 kvadratkilometer.